# 37-я гвардейская танковая бригада
37-я гвардейская танковая Никопольская Краснознамённая ордена Суворова бригада — танковая бригада Красной армии в годы Великой Отечественной войны.
Сокращённое наименование — 37 гв. отбр.

## Формирование и организация
Сформирована на базе 21-го отд. гв. танкового полка на основании Директивы Зам. НКО № УФ/2/1403 от 31.05.1943 г.

## Боевой путь

### 1943
В составе 2-й гв. армии Южного фронта (с 20 октября — 4-го Украинского) участвовала в Донбасской и Мелитопольской операциях

### 1944
В начале февраля 1944 г. в боях при прорыве обороны немцев на никопольском плацдарме бригада нанесла большие потери противнику и своим смелым и умелым манёвром дала возможность пехоте выйти на этот важный оборонительный рубеж и закрепиться на нём.
В марте 1944 года бригада вместе с 2-м механизированным корпусом в составе 28-й армии 3- го Украинского фронта участвовала в Одесской операции. С 6 мая она была выведена на пополнение в резерв Ставки ВГК.
С 20 по 24 декабря бригада, ведя круглосуточные бои, в решающие моменты умелым манёвром развивала успех соединениям корпуса, стойко выдерживала мощные удары танковых группировок противника. Так, 23 декабря в районе южнее г. Бичке, наступая с 4-й гв. мех. бригадой, она отразила контратаку тяжёлых и средних танков противника, при этом было сожжено 9 бронеединиц врага. Затем она обходным манёвром ударила во фланг боевых порядков противника и с боем заняла нас. пункт Гебельюараш, обеспечив 4-й гв. мех. бригаде переправу через канал и последующий её выход на западную окраину Будапешта.

### 1945
В составе 2 механизированного корпуса участвовала во взятии Будапешта, Вены, Праги.С 19 марта по 5 апреля 1945 бригада участвовала в боях при овладении городами Тата, Дьёр.

## Боевой и численный состав
Бригада сформирована по штатам № 010/270-010/277, 010/375 от 31.07.1942 г.:
- Управление бригады (штат № 010/270)
- 1-й отд. танковый батальон (штат № 010/271)
- 2-й отд. танковый батальон (штат № 010/272)
- Мотострелково-пулеметный батальон (штат № 010/273)
- Истребительно-противотанковая батарея (штат № 010/274)
- Рота управления (штат № 010/275)
- Рота технического обеспечения (штат № 010/276)
- Медико-санитарный взвод (штат № 010/277)

Директивой ГШ КА № орг/3/2374 от 25.04.1944 г. переведена на штаты № 010/500-010/506:
- Управление бригады (штат № 010/500)
- 1-й отд. танковый батальон (штат № 010/501)
- 2-й отд. танковый батальон (штат № 010/501)
- 3-й отд. танковый батальон (штат № 010/501)
- Моторизованный батальон автоматчиков (штат № 010/502)
- Зенитно-пулеметная рота (штат № 010/503)
- Рота управления (штат № 010/504)
- Рота технического обеспечения (штат № 010/505)
- Медсанвзвод (штат № 010/506)

С 16 декабря 1943 г. бригаде оперативно приданы 1509 иптап. 28 октября 1944 г. придан 30-й ттп, с ноября — 251 сап. С января 1945 г. бригаде придан 251 сап и 1509 лсап

## Подчинение
Периоды вхождения в состав Действующей армии:
- с 07.02.1943 по 17.02.1943
- с 15.10.1943 по 09.05.1945[1]

| Дата            | Фронт (округ)                        | Армия                          | Корпус                                  | Примечания |
| --------------- | ------------------------------------ | ------------------------------ | --------------------------------------- | ---------- |
| 01.06.1943 года | Южный фронт                          | 2-я гвардейская армия          | 2-й гвардейский механизированный корпус |            |
| 01.07.1943 года | Южный фронт                          | 2-я гвардейская армия          | 2-й гвардейский механизированный корпус |            |
| 01.08.1943 года | Южный фронт                          | 2-я гвардейская армия          | 2-й гвардейский механизированный корпус |            |
| 01.09.1943 года | Южный фронт                          | 2-я гвардейская армия          | 2-й гвардейский механизированный корпус |            |
| 01.10.1943 года | Южный фронт                          | 2-я гвардейская армия          | 2-й гвардейский механизированный корпус |            |
| 01.11.1943 года | 4-й Украинский фронт                 | 2-я гвардейская армия          | 2-й гвардейский механизированный корпус |            |
| 01.12.1943 года | 4-й Украинский фронт                 | 2-я гвардейская армия          | 2-й гвардейский механизированный корпус |            |
| 01.01.1944 года | 4-й Украинский фронт                 | -                              | 2-й гвардейский механизированный корпус |            |
| 01.02.1944 года | 4-й Украинский фронт                 | -                              | 2-й гвардейский механизированный корпус |            |
| 01.03.1944 года | 3-й Украинский фронт                 | -                              | 2-й гвардейский механизированный корпус |            |
| 01.04.1944 года | 3-й Украинский фронт                 | -                              | 2-й гвардейский механизированный корпус |            |
| 01.05.1944 года | 3-й Украинский фронт                 | -                              | 2-й гвардейский механизированный корпус |            |
| 01.06.1944 года | Резерв Верховного Главнокомандования | -                              | 2-й гвардейский механизированный корпус |            |
| 01.07.1944 года | Резерв Верховного Главнокомандования | -                              | 2-й гвардейский механизированный корпус |            |
| 01.08.1944 года | Резерв Верховного Главнокомандования | -                              | 2-й гвардейский механизированный корпус |            |
| 01.09.1944 года | Резерв Верховного Главнокомандования | -                              | 2-й гвардейский механизированный корпус |            |
| 01.10.1944 года | 2-й Украинский фронт                 | -                              | 2-й гвардейский механизированный корпус |            |
| 01.11.1944 года | 2-й Украинский фронт                 | -                              | 2-й гвардейский механизированный корпус |            |
| 01.12.1944 года | 2-й Украинский фронт                 | 46-я армия                     | 2-й гвардейский механизированный корпус |            |
| 01.01.1945 года | 3-й Украинский фронт                 | -                              | 2-й гвардейский механизированный корпус |            |
| 01.02.1945 года | 3-й Украинский фронт                 | -                              | 2-й гвардейский механизированный корпус |            |
| 01.03.1945 года | 2-й Украинский фронт                 | 46-я армия                     | 2-й гвардейский механизированный корпус |            |
| 01.04.1945 года | 2-й Украинский фронт                 | 46-я армия                     | 2-й гвардейский механизированный корпус |            |
| 01.05.1945 года | 2-й Украинский фронт                 | 6-я гвардейская танковая армия | 2-й гвардейский механизированный корпус |            |

## Командование бригады

### Командиры бригады
- Симагин Сергей Александрович, полковник (21.07.1943 тяжело ранен),10.05.1943 — 30.07.1943
- Корбут Петр Юлианович, подполковник, 01.08.1943 — 15.12.1943 (ид)
- Корбут Петр Юлианович, подполковник, 15.12.1943 — 31.01.1944 (31.01.1944 погиб в бою)[2]
- Харин Иван Васильевич, подполковник, 10.02.1944 — 10.06.1944, (ид)[3]
- Коротков Василий Павлович, полковник, 09.06.1944 — 15.12.1944[4]
- Огнев Николай Александрович, полковник, 16.12.1944 — 25.04.1945,[5]
- Лимаренко Пётр Алексеевич, полковник, 9.03.1945 — 05.04.1945, (врид)[6]
- Берзин Артур Янович, полковник, 26.04.1945 — 10.06.1945[7]

### Начальники штаба бригады
- Удальцов Алексей Иванович, подполковник, 06.05.1943 — 27.08.1943[8]
- Пуце Жан Фрицевич, майор, 00.09.1943 — 23.10.1944[9]
- Степанов Александров Иванович, подполковник, 00.10.1944 — 00.11.1944[10]
- Москаленко Павел Степанович, подполковник, 00.11.1944 — 25.11.1944[11]
- Николаев Сергей Николаевич, майор, 25.11.1944 — 01.03.1945 (погиб 02.07.1945 года)[12]
- Москаленко Павел Степанович, подполковник, 01.03.1945 — 25.04.1945
- Попов-Веденский Владимир Николаевич, подполковник, 00.05.1945 — 10.06.1945[13]

### Начальник политотдела, заместитель командира по политической части
- Овцинов Василий Тимофеевич, майор, с 15.07.1943 подполковник, 04.05.1943 — 30.07.1943[14]

## Отличившиеся воины
| Награда | Ф. И. О.                  | Должность                                                         | Звание  | Дата награждения                 | Примечания                                               |
| ------- | ------------------------- | ----------------------------------------------------------------- | ------- | -------------------------------- | -------------------------------------------------------- |
|         | Корбут, Пётр Юлианович    | командир танковой бригады                                         | гвардии | 19.03.1944                       |                                                          |
|         | Лапин, Трофим Якимович    | механик-водитель танка 1-й танковой роты 1-го танкового батальона | гвардии | 17.03.1944 25.01.1945 15.05.1946 |                                                          |
|         | Онянов, Никита Алексеевич | механик-водитель танка Т-34-85 1-го танкового батальона           | гвардии | 06.03.1944 05.02.1945 15.05.1946 |                                                          |
|         | Халитов, Рустэм Касимович | механик-водитель танка Т-34-85 1-го танкового батальона           | гвардии | 10.11.1944 05.02.1945 31.03.1956 | перенагражден орденом Славы 1 степени 31 марта 1956 года |

## Награды и наименования
| Награда, наименование                | Документ о награждении                | За что получена |
| ------------------------------------ | ------------------------------------- | --- |
| Почётное звание «Гвардейская»        |                                       | Присвоено при формировании |
| Почётное наименование «Никопольская» | Приказ ВГК № 029 от 13.02.1944        | |
| Орден Красного Знамени               | Указ Президиума ВС СССР от 01.04.1944 | За образцовое выполнение заданий командования в боях при освобождении города Николаева и проявленные при этом доблесть и мужество.                      |
| Орден Суворова II степени            | Указ Президиума ВС СССР от 05.04.1945 | За образцовое выполнение заданий командования в боях с немецкими захватчиками при овладении городом Будапешт и проявленные при этом доблесть и мужество |